# Gumsur
Gumsur (també Ghumsar o Goomsar) fou un estat natiu i després taluka de l'Índia Britànica al districte de Ganjam, presidència de Madras. Limitava al nord amb Daspalla i els zamindaris Nyagar de Cuttack; a l'est amb el zamindari d'Atagada; i a l'oest amb els Ghats Orientals. La superfície era de 754 km² i la població el 1871 era de 158.061 habitants i el 1881 de 181.390; hi havia una ciutat i 801 pobles.
Fou un principat natiu fins al 1836, al que els britànics havien imposat la seva protecció. El 1836 el príncep local es va revoltar i una expedició militar va ocupar el país i el territori fou annexionat (1837); la conseqüència immediata fou la supressió de la pràctica de la Meriah o sacrificis humans, que es va descobrir que es practicava de manera més àmplia del suposat, especialment entre els khands, una tribu salvatge de les muntanyes de l'est del territori. El zamindari de Surada (3237 km²) fou incorporat a la seva administració quan, per extinció de la dinastia, va passar als britànics.
La capital era Gumsur a uns 10 km al nord de Russellkonda, que va esdevenir la nova capital de la regió sota els britànics. La nissaga reial vivia en aquesta ciutat sota els britànics.